# Гієна бура
Гіє́на бу́ра (Parahyaena brunnea) — хижий ссавець родини Гієнових. Діапазон поширення: Ангола, Ботсвана, Лесото, Мозамбік, Намібія, ПАР, Зімбабве. Бура гієна знаходиться в пустельних районах з річною кількістю опадів менше 100 мм, особливо вздовж узбережжя, у напівпустельних, у відкритих чагарникових та відкритих, вкритих деревами саванах з максимальною кількістю опадів до 700 мм. Вид показує здатність до виживання в областях, близьких до міста. Він не залежить від питної води, але має потребу в деякому типові покриття, під яким спочиває протягом дня.

## Морфологія
Морфометрія. Довжина голови й тіла: 1100–1156 мм, довжина хвоста: 187–256 мм, висота в плечах: 640–880 мм, вага: 37.0–47.5 кг.
Опис. Самці в середньому трохи більші, ніж самиці. Шерсть довга, груба, і кошлата. Загальне забарвлення темно-коричневе. Голова сіра, шия і плечі рудувато-коричневі, гомілки і стопи сірі з темно-коричневими смугами. Грива довгого волосся, що може підійматись, довжиною до 305 мм розміщена на шиї та спині. Потужні щелепи й зуби можуть розчавити найбільші кістки великої рогатої худоби, а травна система може ефективно використовувати всі частини туші. Передні й задні лапи мають по чотири пальці. Кігті не вбираються в подушечки. Літнє хутро тонке з малим підшерстям, а зимове товстіше. Зубна формула:I 3/3, C 1/1, P 4/3, M 1/1 = 34.

## Поведінка
Бура гієна в основному поїдає останки великих ссавців, убитих іншими хижаками. Іншою важливою їжею є гризуни, комахи, яйця і фрукти. У певний час року рослинність може становити до половини раціону. Як відомо, бура гієна часто відвідує берегову лінію і харчуються мертвими крабами, рибами і тюленями. Часто ховає надлишкову їжу в кущах чи норах і відкопує її протягом 24 годин. Тварин у даній області організовуються в "клани" і вони визнають один одного, але харчуються поодинці. Індивіди не підтримують території, але використовують спільні мисливські тропи, часто зустрічаються і обмінюються привітаннями. Іноді, особливо під час сезону дощів, до шести членів клану приєднуються один до одного, щоб похарчуватися падлом. Кожен клан має центральне лігво для виховання потомства і захищає навколишні території площею близько 300 км². Гієни з сусідніх кланів ведуть себе агресивно по відношенню один до одного. Клан може мати у своєму складі тільки одного дорослого кожної статі і пов'язану з ними молодь, але в деяких областях було зареєстровано аж до чотирьох самців і шести самиць. В останньому випадку, один з самців вважається домінантним, а інших підлеглими. Клан не є суворо закритою системою, й еміграції є звичайним явищем, особливо серед молоді. Всі самці, здається врешті-решт покидають свої батьківські клани, хоча іноді й не відразу після досягнення повноліття, і потім вони можуть приєднатися до іншої групи. Близько третини всіх дорослих самців стають кочівниками, які часто рухаються поміж кланами. Деякі самиці залишаються в батьківських кланах на все життя. Стійкий порядок рангу підтримується ритуальними проявами агресії, які зазвичай включають укуси в задню частину шиї, де шкіра жорстка.

## Життєвий цикл
Сезон розмноження з травня по серпень, дітонародження відбувається з серпня по листопад. Вагітність триває приблизно 97 днів, народжується від одного до п'яти, зазвичай два три дитинча за раз. Вони важать близько кілограма при народженні, очі відкриваються на 8 день, покидають нору на 3 місяць. Діти не відлучаються від молока і не відходять далеко від нори до 14 місячного віку. У дикій природі, як відомо, бурі гієни живуть щонайменше 12 років. Один полонений екземпляр був ще живий на 29 році життя.

## Генетика
Каріотип характеризується диплоїдним числом, 2n=40.

## Загрози та охорона
За межами природоохоронних територій, бурі гієни можуть вступати в конфлікт з людьми, і в них часто стріляють, отруюють, захоплюють і полюють із собаками. До них негативно ставляться, оскільки вважають вбивцями домашньої худоби, хоча, частка вбитої ними худоби мала. Проживає в ряді великих заповідних зон.